# (11955) Russrobb
(11955) Russrobb est un astéroïde de la ceinture principale.

## Description
(11955) Russrobb est un astéroïde de la ceinture principale. Il fut découvert le 8 février 1994 à l'observatoire astrophysique du Dominion par David D. Balam. Il présente une orbite caractérisée par un demi-grand axe de 2,40 UA, une excentricité de 0,07 et une inclinaison de 4,5° par rapport à l'écliptique.

## Compléments